# Шидловские
Шидло́вские — древний дворянский род Российской империи.
Род внесён в VI часть дворянской родословной книги Харьковской губернии по определению Слободско-Украинского дворянского собрания. Также он был внесён в VI часть дворянской родословной книги Воронежской, Екатеринославской и Московской губерний.

## Общие сведения
Род происходит из древнего польского шляхетства.
Козьма Васильевич Шилов, выехал из Польши в Россию к великому князю Василию III Ивановичу и жалован вотчинами (1535). Его потомок стольник и изюмской полковник Фёдор Владимирович Шилов (до 1677 — ок. 1719), сменивший фамилию на Шидловский, получил от Петра I в 1701 году поместья. Царским приказом (1710) полковник Лаврентий Иванович Шидловский (1687—1735) определен в Харьковский полк генерал-майором на место своего дяди Фёдора Владимировича Шидловского. Сыновья Лаврентия — Роман и Григорий — считались богатейшими землевладельцами Харьковщины. Многие Шидловские являлись общественными и государственными деятелями Российской империи. 

## Описание герба
Щит разделён на четыре части, из них в первой части, в серебряном поле, виден лев из красной стены выходящий. Во второй части, в золотом поле, означена стрела острым концом к верхнему правому углу. В третьей части, в голубом поле, изображён золотой крест на серебряной подкове, которая шипами обращена вниз и в середине неё золотая шестиугольная звезда (изм. польский герб Ястршембец III). В четвёртой части, в красном поле, видна серебряная стрела, летящая к серебряной же луне рогами вниз обращённой, а по сторонам стрелы, находятся по одной золотой шестиугольной звезде (польский герб Гарчинский).
Щит увенчан обыкновенным дворянским шлемом с дворянской на нём короной. Намёт на щите золотой, подложенный голубым и красным. Щитодержатели: два льва.
Кроме того, представители рода пользовались польскими гербами Елита и Любич.

## Известные представители
- Шидловский, Александр Владимирович (1845—1903) — действительный статский советник, управляющий Уфимской и Полтавской казёнными палатами.
- Шидловский, Александр Романович (1834—1897) — тайный советник, Орловский и Костромской губернатор.
- Шидловский, Александр Фёдорович (1863—1942) — последний олонецкий губернатор, репрессирован.
- Шидловский, Андрей Борисович (1915—2007) — советский математик, заслуженный деятель науки РСФСР.
- Шидловский, Андрей Петрович (1818—1892) — астроном и геодезист.
- Шидловский, Андрей Степанович (ок. 1751 — ?) — прокурор Вятского губернского верхнего земского суда (1784—1789).
- Шидловский, Владислав Доминикович (1843—1917) — сенатор.
- Шидловский, Всеволод Вячеславович (1854—1912) — действительный статский советник.
- Шидловский, Георгий Вячеславович (1856—1931) — действительный статский советник.
- Шидловский, Григорий Романович — вице губернатор Слободско-Украинской губернии (1796—1800).
- Шидловский, Евдоким Степанович (ок. 1745 — 1808) — Валуйский уездный предводитель дворянства (1792—1796).
- Шидловский, Иван Евдокимович (ок. 1774 — 1846) — Воронежский губернский предводитель дворянства (1828—1834).
- Шидловский, Илиодор Иванович (1827—1904) — воронежский губернский предводитель дворянства (1868—1875).
- Шидловский, Константин Михайлович (1872 — после 1917) — екатеринославский губернатор.
- Шидловский, Лаврентий Иванович (1687—1735) — полковник Харьковского слободского казачьего полка.
- Шидловский, Леонид Ростиславович (1865—?) — полковник, Георгиевский кавалер.
- Шидловский, Михаил Владимирович (1856—1918) — генерал-майор, командующий эскадрой воздушных кораблей.
- Шидловский, Михаил Романович (1826—1880) — генерал-лейтенант, тульский гражданский губернатор, начальник Главного управления по делам печати (1870—1871), сенатор.
- Шидловский, Николай Владимирович (1843—1907) — сенатор, член Государственного совета (с 1895, по департаменту экономии).
- Шидловский, Николай Илиодорович (1859—1935) — политический деятель, депутат III и IV Думы.
- Шидловский, Сергей Владимирович (1846—?) — медик, гигиенист, автор ряда работ по медицине.
- Шидловский, Сергей Илиодорович (1861—1922) — политический деятель, депутат III и IV Думы.
- Шидловский, Фёдор Владимирович (до 1677 — ок. 1719) — стольник, полковник Изюмского слободского казачьего полка.
- Шидловский, Михаил Станиславович (1929 — ок. 1964) - медик, военный. Репрессирован.

Представители польского шляхетского рода Шидловских:
- Шидловский, Игнатий (1793—1846) — польский переводчик[2].
- Шидловский, Теодор (ок. 1714 — 1795) — государственный деятель Речи Посполитой